# Đạo diễn diễn hoạt
Đạo diễn diễn hoạt (Anh: animation director) là đạo diễn phụ trách tất cả các khía cạnh của quá trình hoạt họa trong sản xuất một bộ phim hoạt hình hoặc một phân đoạn phim hoạt hình dành cho một phim người đóng hoặc truyền hình.